# Peseux (Neuchâtel)
Peseux es una comuna suiza del cantón de Neuchâtel

## Ubicación
Está situada en el distrito de Boudry. Limita al norte con las comunas de Val-de-Ruz y Valangin, al este con Neuchâtel, al sur con Milvignes, y al oeste con Corcelles-Cormondrèche.
En 2016 tenía una población de 5926 hab.